# Littorophiloscia alticola
Littorophiloscia alticola là một loài chân đều trong họ Philosciidae. Loài này được Vandel miêu tả khoa học năm 1977.